# Чернокозов, Хрисанф Павлович
Хрисанф Павлович Чернокозов (6 марта 1885, Кривянская, Ростовская область — 12 января 1966, Грозный) — советский хозяйственный, государственный и политический деятель.

## Биография
Родился в 1885 году в городе Александровск-Грушевский. Член РСДРП(б) с 1912 года.
С 1920 года — на хозяйственной, общественной и политической работе. В 1920—1960 годах — председатель Александровск-Грушевского (Шахтинского) военно-революционного комитета, ответственный секретарь Шахтинского (Шахтинско-Донецкого) окружного комитета ВКП(б), председатель Исполнительного комитета Грозненского городского Совета, заместитель председателя Исполнительного комитета Грозненского областного Совета, заместитель председателя Президиума Верховного Совета Чечено-Ингушской АССР.
Избирался депутатом Верховного Совета РСФСР 1-го созыва.
Один из первых кавалеров ордена Ленина (за особо исключительную работу, проявленную в борьбе за выполнение пятилетнего плана в нефтяной промышленности в два с половиной года, удостоен ордена 31 марта 1931 года).
Умер в 1966 году в городе Грозном.

## Память
В Грозном и Шахтах есть улица Чернокозова.
Николай Островский лично знал Чернокозова и сделал его одним из персонажей своего романа «Как закалялась сталь».
В 1977 году Указом Президиума ВС РСФСР посёлок при железнодорожной станции Наурская был переименован в село Чернокозово, вероятно, в честь Х. П. Чернокозова.